# Punto de acceso a la red

Punto de acceso a la red (Network Access Point, APN).

Un punto de acceso a la red (Network Access Point, NAP) era un centro público de intercambio de red donde los proveedores de servicios de internet (ISP) se interconectaban realizando acuerdos de intercambio o peering.
Los NAP fueron un componente clave en la década de 1990 en la transición de NSFNET (donde subsistían redes de gobiernos) a la red comercial ofrecida por proveedores privados de Internet en la actualidad.

## Historia
Los cuatro puntos de acceso a la red (NAP) fueron definidos  por la U. S. National Information Infrastructure (NII) como facilidades transicionales para la comunicación entre proveedores de servicios de red (NSP) en las que intercambiaban tráfico, reemplazando al anterior troncal NSFNET.  La National Science Foundation realizó contratos para la creación de los cuatro NAP, el primero a MFS Datanet para el preexistente MAE-East en Washington D. C., y otros tres a Sprint, Ameritech y Pacific Bell, para la creación de los NAP en Nueva York, Chicago y California, respectivamente. Fue una estrategia de transición, ofreciendo a los operadores comerciales un puente desde los inicios de la Internet como un experimento académico financiado por gobiernos, a la Internet actual con competidores del sector privado creando una red de redes en torno a los puntos neutros o Internet Exchange Point (IXP).
La transición fue debidamente oportuna, la controversia sobre ANS CO+RE había perturbado la industria de internet naciente, llegando al Congreso de los Estados Unidos. Se creó una ley permitiendo a NSF promover y usar redes comerciales, se le solicita una revisión de la administración de NSFNET por el Inspector general de la NSF (no se encontraron problemas serios), causando que operadores comerciales vean la posibilidad de comunicarse con otros de manera independiente en puntos de intercambio neutros.
Hoy la sigla NAP es de interés histórico desde que los cuatro NAP transicionales fueron desactivados y reemplazados por modernos IXP (puntos neutros). De todas formas, en ciertos países se sigue utilizando la palabra NAP o IXP indistintamente.

## Funcionamiento
Independientemente de la organización que gestione el funcionamiento del NAP, se establecen unos acuerdos políticos entre los distintos ISP que confluyen en dicho punto, de tal forma que en el funcionamiento interno del NAP se deberá tener en cuenta dichos acuerdos para no perjudicar a los ISP. El más común es el peering, que permite interconectar dos redes de distintos ISP para intercambiar mutuamente el tráfico de información, siempre acorde con las políticas de costes y funcionamiento establecidas previamente entre ambas.

## Seguridad en el NAP
Como todo sistema electrónico, su funcionamiento depende de la instalación eléctrica que suministra la energía necesaria para alimentar a los diferentes equipos del NAP. Como es inadmisible perder un enclave tan importante en la red, los NAP se conectan con varias estaciones eléctricas para asegurarse plenamente el suministro eléctrico de todos los subsistemas. Además, se incorporan motores propios a base de carburante por si las empresas eléctricas externas al NAP no cumplieran en su cometido. Con todo ello, se incorpora al enclave de una seguridad total para garantizar el servicio en cualquier momento, ya sea en cuanto a la arquitectura del lugar, la vigilancia mediante guardias y cámaras, sistemas antiincendios, los sensores humedad, temperatura, agua y todos los sistemas ambientales y salas de control.